# Tuhundra härad
Tuhundra härad var ett härad i den sydöstra delen av landskapet Västmanland. Häradet omfattade den sydvästra delen av nuvarande Västerås kommun i Västmanlands län. Den totala arealen mätte drygt 161 km² och befolkningen uppgick år 1918 till 2 969 invånare exklusive de delar som då överförts till Västerås. Tingsställe var i Dingtuna socken tills det 1894 flyttade till Västerås.

## Geografi
Tuhundra härad var beläget i området omedelbart väster om Västerås. Området sträcker sig från mälarfjärdarna Blacken, Asköfjärden och Västeråsfjärden. Bland de många öarna är Ridön den största. I nordväst mynnar Svartån i Västeråsfjärden, och i söder återfinns Asköbäcken som mynnar i Asköfjärden. Häradet är en del av Mälarens omkringliggande slättlandskap, men har också betydande skogsmarker i norr. Före år 1918 ingick även Lundby socken samt den västra delen av Sankt Ilians socken i Tuhundra härad, men detta år bröts dessa ur för att inkorporeras i Västerås. Tuhundra härad gränsade i sydväst mot Snevringe härad, i norr mot Norrbo härad och i nordost mot Västerås med Siende härad. Tvärs över Mälaren ligger Västerrekarne härad i Södermanlands län.
Delar av häradets område är idag en del av tätorten Västerås. I övrigt saknade häradet köpingar eller municipalsamhällen, men de största tätorterna är numera Dingtuna, Barkarö och Enhagen-Ekbacken belägna några kilometer sydväst om Västerås.

### Socknar
Tuhundra härad omfattade fyra socknar samt en del av en femte.
- Västerås-Barkarö
- Dingtuna
- Lillhärad
- Lundby uppgick 1918 i Västerås stad
- Sankt Ilian uppgick 1918 i Västerås stad (enbart västra delen ingick)

## Historia
Under förkristen tid utgjorde landskapet Västmanland ett eget folkland i Sveariket och i likhet med de övriga Mälarlandskapen delades det tidigt in i s.k. hundare, vilka under 1300-talet kom att betecknas som härader. Området befolkades under utflyttning från det uppländska folklandet Fjädrundaland och fordom torde åtminstone östra Västmanland också ha räknats till detta. Namnet Tuhundra kommer av orden tu som i två och hundare. Häradet bestod i äldre tid helt enkelt av två enskilda hundare som sedermera slogs samman till ett. I ett dombrev från år 1371 omtalas twæggia hundara ting, d.v.s två hundares ting. Tingsplatsen var belägen väster om Dingtuna kyrka, där förledet Ding- tros komma från det fornsvenska ordet Dynghia med betydelsen hög eller kulle, och efterledet -tuna antyder en gammal marknadsplats. Kyrkan härrör från 1300-talet och är dekorerad med tidiga målningar från 1400-talskonstnären Albertus Pictor. Förbi denna plats passerade även den medeltida Eriksgatan på vägen mellan Örebro och Västerås. Även Litslunda i Lillhärad socken har stundtals använts som tingsplats innan denna sedermera kom att flytta till Västerås.
I den nordligaste delen av häradet vid Svartåns utlopp i Mälaren uppstod tidigt en handelsplats i gränslandet mellan Tuhundra, Norrbo och Siende härader. Västra Aros, d.v.s. Västerås är en av Sveriges absolut äldsta städer och räknades som stad redan år 990. Staden var under 1000-talet Sveriges näst största och blev under 1100-talet säte för ett biskopsstift. Som skydd för staden uppfördes under 1200-talet borgen Västerås slott, och på slottet hölls bl.a. riksdagen år 1527 också kallad Västerås recess där Sverige i slutändan kom att förkasta katolicismen till förmån för protestantismen. Som industristad kom utvecklingen i staden att fullkomligt explodera under 1800-talet, och Västerås intar än idag ställningen som Sveriges femte största stad.
I Tuhundra härads södra del är Fullerö slott beläget. Slottet härrör från medeltiden, men den nuvarande byggnaden uppfördes under stormaktstiden och liknar till utseendet Riddarhuspalatset i Stockholm. Arkitekt var troligtvis Jean de la Vallée. Vidare är den i Mälaren belägna Ridön värd att nämna. Ön anses vara en av Mälarens, och kanske även Sveriges, artrikaste platser och området är föreslaget som nationalpark. Ön har en rik historia som sträcker sig tillbaka till järnåldern och under medeltiden kan ett kloster ha legat här. Under 1600- och 1700-talet fanns på ön ett kungligt varv där bl.a. regalskeppet Riksnyckeln byggdes i början av 1600-talet.

## Län, fögderier, domsagor, tingslag och tingsrätter
Häradet hör sedan 1634 till Västmanlands län. Församlingarna i häradet tillhör(de) Västerås stift.
Häradets socknar hörde till följande fögderier:
- 1720-1835 Västerås södra fögderi
- 1836-1990 Västerås fögderi

S:t Ilians socken tillhörde före 1835 Västerås norra fögderi
Häradets socknar tillhörde följande domsagor, tingslag och tingsrätter:
- 1680-1893 Tuhundra tingslag inom domsagorsna: 
  - 1680-1718  Siende, Tuhundra och Åkerbo domsaga
  - 1719-1795 Siende, Tuhundra, Åkerbo och Snevringe domsaga
  - 1796-1864 Siende, Tuhundra och Snevringe domsaga, från 1850-talet benämnd Västmanlands södra domsaga*
  - 1865-1928 Västmanlands södra domsaga
- 1894-1928 Tuhundra, Siende och Yttertjurbo tingslag inom Västmanlands södra domsaga
- 1929-1947 Siende och Norrbo tingslag inom Västmanlands mellersta domsaga
- 1948-1970 Västmanlands mellersta domsagas tingslag inom Västmanlands mellersta domsaga

- 1971-2001 Västerås tingsrätt och dess domsaga
- 2001- Västmanlands tingsrätt och dess domsaga

### Webbkällor
- Nationella arkivdatabasen för uppgifter om fögderier, domsagor, tingslag och tingsrätter